# The Spitfire Collection
The Spitfire Collection è una compilation commercializzata nel 2007 dal gruppo thrash metal statunitense Testament.
Contiene canzoni presenti nelle pubblicazioni della band per l'etichetta discografica Spitfire Records, quindi: Live at The Fillmore, The Gathering , Demonic, Live in London e First Strike Still Deadly.

## Tracce
1. The New Order – 4:28
2. Souls of Black – 3:39
3. Practice What You Preach – 4:45
4. Hatreds Rise – 3:16
5. The Burning Times – 5:16
6. John Doe – 3:12
7. Careful What You Wish For – 3:30
8. Down for Life – 3:24
9. Riding the Snake – 4:15
10. Over the Wall – 4:20
11. The Preacher – 3:29
12. Into the Pit – 2:55
13. Trial by Fire – 4:27
14. Disciples of the Watch – 4:54

## Formazione
- Chuck Billy - voce (1986 - )
- Eric Peterson - chitarra (1983 - )
- James Murphy - chitarra (1994-1996) (1999 - 2000)
- Steve Smyth - chitarra (2000-2004)
- Greg Christian - basso (1983 - 1996) (2005 - )
- Steve DiGiorgio - basso - (1999 - 2004)
- Louie Clemente - batteria (1983 - 1992) (2005)
- John Tempesta - batteria (1994 - 1995) (2001) (2005)
- Gene Hoglan - batteria  (1997)
- Jon Dette - batteria (1995 - 1996)
- Dave Lombardo - batteria (1999 - 2000)
- Jon Allen - batteria (2000 - 2003)